# Misa Amane
Misa Amane és un dels personatges del manga anime Death Note. La Misa conté una Death Note i una shinigami, la Rem, que és un shinigami femella. És una model famosa i posteriorment també actriu.

## Creació i concepció
Tsugumi Ōba, l'escriptor de Death Note, va decidir crear Misa per ser el segon Kira abans de començar la serialització. Va considerar que tenir la història exclusivament masculina seria "avorrit" i volia "una dona bonica". Ohba, amb la intenció de presentar-la amb els ulls de Shinigami, va descriure que Misa havia de ser "espontània i no gaire brillant" i que va determinar la seva personalitat des del principi. Atès que Light Yagami no voldria mai canviar per Shinigami Eyes, Ohba necessitava un altre personatge per fer intercanviar els ulls i per això va decidir utilitzar Misa. Ohba va dir que la concepció del nom de Misa "era una mica aleatòria, però crec que provenia de" kuromisa "(Missa Negra). Deu estar basada en alguna cosa".

## Argument[calcitació]
Està molt enamorada d'en Light Yagami, tant que donaria la vida per ell, desgraciadament el sentiment no és mutu, tot i que ell fa veure que sí per poder-la utilitzar.
És partidaria d'en Kira, ja que creu que va ser ell qui va mata l'assassí dels seus pares.
Per tant, la Misa intentarà contactar amb en Kira per mitjà de la televisió, fent-se passar pel verdader i convertint-se així en el segon Kira.
És una noia molt enamoradissa i una mica ximpleta, i el seu propòsit és ajudar en tot el que pugui a en Light, tot i que en la majoria de casos no hi ajuda gaire.
L'únic moment en què li és útil és quan utilitza els seus ulls de shinigami, amb els quals pot veure el nom de les persones i li serveix a en Light per poder-les matar sense problemes, sense haver de fer ell el tracte. És per això, que ella, quan torna a recuperar les memòries, després de ser segrestada per l'L, i oblidar-ho tot sobre la death note (i per tant perdre l'ull de shinigami) torna a fer el tracte de l'ull amb en Ryuk, tot i saber que ja havia fet el tracte anteriorment amb la Rem (el que provoca que la seva vida quedi retallada a la mitat per segon cop).
Aquest personatge és un dels que caracteritzen la sèrie Death Note com a gòtica, però no dir que és l'únic, ja que sempre vesteix tal com se sent, però seguint unes pautes. Sempre porta creus i calaveres i sempre va vestida de negre o, també, combinant-lo amb altres colors com el vermell o el blanc.